# Râul Gârcov
Râul Gârcov este un curs de apă, afluent al Ursa. 